# Fredeluga alanegra
La fredeluga d'ales negres (Vanellus melanopterus) és una espècie d'ocell de la família dels caràdrids (Charadriidae) que habita praderies de la zona afrotròpica, a Etiòpia, Eritrea, Kenya i nord de Tanzània, i més al sud a l'est de Sud-àfrica.